# Theodor Norbert Kellerbauer
Theodor Norbert Kellerbauer (* 26. Mai 1839 in Ering in Bayern; † 12. Januar 1918 in Chemnitz) war eine Persönlichkeit und Pionier der Freiwilligen Feuerwehren in jener Zeit. 
Er war ab 1873 Mitglied des Landesausschusses der sächsischen Feuerwehren, ab 1904 Vorsitzender der technischen Kommission sowie stellvertretender Vorsitzender des deutschen Reichsfeuerwehr-Verbandes. Kellerbauer war Träger des Ritterkreuzes 1. Klasse des Königlich Sächsischen Albrechtsordens, vieler Feuerwehrauszeichnungen und Ehrenmitglied des Österreichischen Feuerwehrverbandes.

## Leben

### Ausbildung
Die ersten Schuljahre absolvierte Theodor Kellerbauer in Erding. Nach dem Umzug der Familie 1849 nach München folgte seine weitere Ausbildung ab 1850 am Königlichen Gymnasium mit dem Abschluss-Examen 1858 mit der Note 1. Eine Tätigkeit während dieser Zeit in der Mannhardtschen Maschinenwerkstätte ist belegt.
Nach dem Abitur nahm er ab Herbst 1858 an der Universität München das Studium auf. Integral- und Differentialrechnung sowie Chemie gehörten zu seinen Fächern. Vor allem aber zog es ihn zur Polytechnischen Schule, an der er als Hospitant in analytischer Geometrie und Physik, Trigonometrie, Rechenlehre, darstellender Geometrie, Maschinenkunde und Maschinenzeichnen arbeitete. Während seines Studiums wurde er im Wintersemester 1858/59 Mitglied der Algovia und späteren Burschenschaft Arminia. Ab 1859 besuchte er die Bergakademie Freiberg in Sachsen. Neben Mechanik und Bergmaschinenlehre, Mathematik und Markscheidekunst lernte er Maschinenstudien in Zwickau und Chemnitz. Ein Jahr später setzte er seine Studien an der Technischen Hochschule Karlsruhe fort.

### Tätigkeit als Konstrukteur
Nach dem Jahreskurs an der TH Karlsruhe schloss sich eine längere Reise an, die ihn zu damals bedeutenden Fabriken in das Elsass, nach Belgien, ins Rheinland und nach Norddeutschland führte. Danach kehrte er zunächst wieder nach München zurück, wo er sich weiter mit eigenen Konstruktionen beschäftigt.

### Lehrtätigkeit
An Weihnachten 1862 erhielt Theodor Kellerbauer das Angebot, als Mathematik- und Physiklehrer an einer Privatschule in Fellin im Gouvernement Livland tätig zu werden. Das dafür erforderliche Diplom erwarb er an der Kaiserlichen Universität Dorpat. Nach drei Semestern trat er am 1. Oktober 1864 an den Technischen Staatslehranstalten Chemnitz eine neue Stelle an. Zunächst unterrichtete er darstellende bzw. praktische Geometrie und Planzeichnen an der Höheren Gewerbeschule sowie Mathematik an der Werkmeisterschule. Später kamen Maschinenzeichnen und Maschinenkunde an der Gewerbe-Akademie hinzu. 1870 wurde er zum Professor ernannt. 1910 ging Kellerbauer zwar in den Ruhestand, hielt aber weiterhin Fachvorträge zur Thematik Feuerwehr an den Technischen Staatslehranstalten.

### Feuerwehraktivitäten
Im Februar 1867 trat Kellerbauer in die Chemnitzer freiwillige Turnerfeuerwehr ein und nahm dort seinen Dienst in der Steigermannschaft auf, der er einige Zeit später als Führungskraft vorstand. 1869 hatte er während des Chemnitzer Feuerwehrtages bereits die Aufgabe des Vorsitzenden des Ausstellungsausschusses auszufüllen. Zusammen mit Julius Dietrich trat Kellerbauer bei dieser Gelegenheit mit Versuchen im Gerätebau auf. 1878 baute Dietrich nach seinem Entwurf für die Berufsfeuerwehr (BF) Chemnitz eine mechanische Leiter mit 22 m Steighöhe. Für die Chemnitzer Spritzenfabrik C. G. Baldauf konstruierte er einen stählernen Unterwagen zu einer Abprotzspritze und die gleiche Firma baute 1897 nach seinen Plänen für die BF Chemnitz eine Gasdruckspritze. 1873 wurde Kellerbauer erstmals in den Landesausschuss sächsischer Feuerwehren zum Schriftführer gewählt. 1874 war er maßgeblich an der Gründung der Zeitschrift „Feuerspritze“ beteiligt, 1875 anlässlich des 6. Sächsischen Feuerwehrtages in Waldheim leitet er erstmals die Spritzenprüfungen des Verbandes und übernahm die alleinige Schriftleitung der „Feuerspritze“. Die Turnerfeuerwehr Chemnitz wählte ihn in diesem Jahr erstmals zu ihrem Hauptmann. 1877 startet er an den Technischen Lehranstalten Chemnitz eine Vorlesungsreihe zum Feuerlöschwesen für Ingenieurstudenten. In diesem Jahr erschien im Verlag Pickenhahn auch sein Buch „Das Feuerlöschwesen und seine Einführung als Unterrichtsgegenstand an technischen Lehranstalten“.
1880 übernahm Kellerbauer erneut die Führung der Chemnitzer freiwilligen Turnerfeuerwehr. 1891 erfolgte seine erste Wahl zum stellvertretenden Vorsitzenden des Landesausschusses sächsischer Feuerwehren, 1904 zum Vorsitzenden der Technischen Kommission und zum stellvertretenden Vorsitzenden im deutschen Reichsfeuerwehr-Verband.
Viele Feuerwehrreisen führten ihn durch Deutschland sowie Österreich, auch teilweise im Auftrag des Innenministeriums von Sachsen nach Belgien, England und den Niederlanden. 1909, kurz vor seinem 70. Geburtstag, starb sein Sohn, 1913 verstarb seine Frau und 1915 sowie 1917 seine beiden Töchter. Nach und nach gab Kellerbauer in diesen Jahren seine Feuerwehrfunktionen auf. Mit dem Jahresende 1917 legte er auch die Schriftleitung der „Feuerspritze“ nieder.

### Turner und Bergsteiger
Die Turnerschaft Chemnitz wählte ihn 1878 zu ihrem ersten Vorsitzenden. Bis 1880 behielt er dieses Amt bei und 1905 wurde er zum Ehrenmitglied des Turnvereins ernannt. Einen Schwerpunkt seiner Freizeitaktivitäten bildete das Bergsteigen, bereits ein Jahr nach der Gründung der Sektion Chemnitz des Deutschen Alpenvereins (1882) wurde er zu deren 1. Vorsitzenden gewählt. Bei der Bildung der Chemnitzer Sektion war er eines der Gründungsmitglieder. Mit bekannten Alpinisten unternahm er Touren an den drei Aiguilles d’Arves, verschiedenen Gipfeln des Dauphiné und zur Jungfrau. Die Gründung der „Chemnitzer Hütte“ auf der Hauptseite des Hauptkammes der Zillertaler Alpen geht ebenso auf seine Bemühungen zurück, wie die Einrichtung eines zwölf Kilometer langen Höhenweges (heute noch unter „Kellerbauer-Weg“ bekannt) vom Nevesjoch zum Speikboden.